# Ophrys battandieri
Ophrys battandieri är en orkidéart som beskrevs av E.G.Camus. Ophrys battandieri ingår i ofryssläktet, och familjen orkidéer. Inga underarter finns listade i Catalogue of Life.